# Таганрог-Пассажирский (станция)
Таганро́г-Пассажи́рский (Таганро́г I) — железнодорожная станция Ростовского региона Северо-Кавказской железной дороги, находящаяся в городе Таганроге Ростовской области. Новый железнодорожный вокзал города. В данный момент от станции ходят поезда дальнего следования на Москву и Санкт-Петербург.

## Описание
Станция предназначена для пассажирских перевозок как в пригородном сообщении, так и в дальнем следовании. Перед зданием станции расположена Привокзальная площадь.

## История
Вокзал станции Таганрог-Пассажирский был построен в 1970 году в северной части города, на улице Москатова для разгрузки тупиковой станции Таганрог-II. Через станцию Таганрог-Пассажирский проходили пассажирские и грузовые поезда, следовавшие из Ростова-на-Дону преимущественно в направлении Крыма и Донбасса — Донецка, Горловки, Луганска, а также в центральную Украину и Молдавию. Станция ежедневно пропускала несколько пар поездов дальнего следования: Москва — Адлер, Москва — Кисловодск, Екатеринбург — Симферополь, Ростов-на-Дону — Симферополь, Ростов-на-Дону — Кишинёв, Адлер — Минск, Адлер — Киев и другие. Здание вокзала является образцом южной архитектуры, асимметричное в плане оно имеет арочный центральный и один боковой портики. Фасад украшен пилястрами. Высокие окна зала ожидания выполнены с полуциркульными завершениями. Центральная колоннада схожа с аналогичным архитектурным решением на железнодорожных вокзалах в Симферополе и Сочи. Похожее вокзальное здание есть также в Туапсе.
В 2014 году в связи с обострением политического кризиса на Украине интенсивность пассажирского железнодорожного сообщение с этой страной резко сократилась. Маршруты остальных поездов были изменены. Таким образом, с 2014 года станция Таганрог-Пассажирский принимает и отправляет только пригородные электропоезда, связывающие Таганрог с Ростовом-на-Дону и селом Авило-Успенка (станция Успенская) на границе с Украиной.

## Пригородное сообщение по станции
| № поезда    | Маршрут            |
| ----------- | ------------------ |
| Пригородный | Таганрог — Ростов  |
| Экспресс    | Таганрог — Ростов  |
| Пригородный | Успенская — Ростов |
| Пригородный | Ростов — Таганрог  |
| Экспресс    | Ростов — Таганрог  |
| Пригородный | Ростов — Успенская |

## Дальнее следование по станции
По состоянию на 2023 год, дальнее сообщение по станции представлено поездом «Ласточка» до Новороссийска, двумя прицепными вагонами до Москвы (ежедневно) и несколькими вагонами до Санкт-Петербурга (по датам). Ранее через станцию проходили пассажирские поезда, следующие через территорию Украины.